# Parocalea nearctica
Parocalea nearctica är en skalbaggsart som beskrevs av Lohse in Lohse, Klimaszewski och Ales Smetana 1990. Parocalea nearctica ingår i släktet Parocalea och familjen kortvingar. Inga underarter finns listade i Catalogue of Life.